# Phragmatobia trigona
Phragmatobia trigona är en fjärilsart som beskrevs av John Henry Leech 1899. Phragmatobia trigona ingår i släktet Phragmatobia och familjen björnspinnare. Inga underarter finns listade i Catalogue of Life.